# Лібія червона
Лібія червона (Lybius bidentatus) — вид дятлоподібних птахів родини лібійних (Lybiidae).

## Поширення
Вид поширений в тропічній Африці від Сенегалу до Ефіопії. Живе у галерейних лісах, узліссях, на плантаціях.

## Опис
Тіло завдовжки 20-25 см, вагою 72-120 г. Голова, горло, спина, крила та хвіст чорні. На верхівці голови є тонкі червоні смуги. Навколоочне кільце жовтого або білого кольору, а за оком є яскрава трикутна смужка оголеної шкіри, що приєднується до очного кільця. Груди, боки шиї і живіт червоні. На боках тіла є біла пляма. Огузок білий. Дзьоб товстий і кремовий.

## Спосіб життя
Трапляється групами з 2-7 птахів. Живиться комахами і плодами. Гніздиться у дуплах дерев. Відкладає два-чотири яйця.

## Підвиди
- P. b. bidentatus (Shaw, 1799) — від Гвінея-Бісау на схід до Камеруну і на південь до Анголи;
- P. b. aequatorialis (Shelley, 1889) — від ЦАР до центральної Ефіопії і на південь до Танзанії.